# James Naismith
James Naismith (Almonte (Ontario), 6 november 1861 – Lawrence (Kansas), 28 november 1939) was een Canadees-Amerikaanse gymnastiekleraar en sportcoach. Hij is de bedenker van de basketbalsport.

## Levensloop
Naismith was werkzaam als gymnastiekleraar op de YMCA International Training School in Springfield (Massachusetts). In de winter van 1891 kreeg hij van de schoolleiding opdracht een spel te verzinnen voor de scholieren. Vanwege de strenge winter was het spelen van buitensporten niet mogelijk. Uiteindelijk bevestigde hij twee perzikmanden aan het balkon op ieder eind van de gymzaal en kwam met 13 regels voor het spel. Naismith vormde twee teams van vijf spelers, elk proberende een voetbal in de mand te mikken. Basket Ball, zoals het toen werd genoemd, was officieel uitgevonden.
In 1895 verhuisde Naismith naar het YMCA in Denver, een afdeling van de internationale jongerenorganisatie. Later gaf hij leiding op de sportfaculteit van de Universiteit van Kansas, waar hij 36 jaar bleef. James Naismith stierf op 78-jarige leeftijd in 1939, drie jaar nadat zijn spel een officiële olympische sport was geworden tijdens de Olympische Spelen in Berlijn.

## Begintijd basketbal
Bijna net zo snel als Naismith het spel had bedacht in Springfield, groeide het in populariteit en ontwikkeling met nieuwe regels en uitrusting. De borden werden een spelonderdeel in 1893. Zij werden geplaatst om te voorkomen dat de toeschouwers op de balkons, die dienstdeden als tribune, mee gingen doen aan het spel door over de reling te hangen. De eerste borden waren overigens gemaakt van draad, maar de teams maakten al snel gebruik van de mogelijkheid om de bal makkelijker in de basket te werpen. In 1904 werden houten borden ingevoerd. Glazen borden werden toegestaan vanaf 1909. De fans van vandaag de dag zouden met moeite de sport herkennen, zoals deze was gedurende de eerste wedstrijden. De tenues waren anders: Naismiths eerste team in Springfield droeg zwarte wollen truien met lange mouwen en een grijze broek.

## De oorspronkelijke spelregels
1. De bal mag in elke richting geworpen worden, met één of met twee handen.
2. De bal mag in elke richting geslagen worden, met één of met twee handen, maar nooit met de vuist.
3. Een speler mag niet met de bal lopen. De speler moet de bal gooien van de plek waar hij hem gevangen heeft, waarbij enige speelruimte in acht genomen dient te worden voor een speler die de bal vangt terwijl hij hard aan het rennen is.
4. De bal moet in of tussen de handen gehouden worden; de armen of het lichaam mogen gebruikt worden om de bal vast te houden.
5. Op geen enkele manier is het een tegenstander toegestaan met de schouders te duwen, vast te houden, te duwen, te laten struikelen of te slaan; de eerste inbreuk op deze regel levert de speler in kwestie diskwalificatie op, tot het volgende doelpunt wordt gemaakt. Wanneer het duidelijk de bedoeling was een speler te blesseren, dan geldt de diskwalificatie voor de hele wedstrijd en is een wissel niet toegestaan.
6. Een fout is: het slaan tegen de bal met de vuist; overtreding van de regels 3 en 4, en de gevallen omschreven in regel 5.
7. Wanneer een van beide teams drie opeenvolgende fouten maakt, dan telt dat als doelpunt voor de tegenpartij (opeenvolgend betekent: zonder dat de tegenpartij ondertussen een fout heeft begaan).
8. Een doelpunt wordt gemaakt wanneer de bal vanaf het veld in de basket geworpen of geslagen wordt en daar blijft. De spelers die de basket verdedigen mogen het doel niet aanraken of doen bewegen. Als de bal erop blijft liggen en de verdediging beweegt de basket, dan telt dat als een doelpunt.
9. Als de bal buiten gaat, moet deze in het veld geworpen worden door de eerste persoon die de bal heeft aangeraakt. In geval van onenigheid moet de scheidsrechter de bal in het veld gooien. Degene die de bal ingooit heeft daar vijf seconden voor. Als het langer duurt, gaat de bal naar de tegenpartij. Als een van de partijen blijft doorgaan tijd te rekken, dan moet de scheidsrechter een fout fluiten tegen dat team.
10. De "umpire" moet de spelers beoordelen en de fouten noteren en de scheidsrechter waarschuwen wanneer drie opeenvolgende fouten zijn begaan. Hij heeft de bevoegdheid om spelers te diskwalificeren volgens regel 5.
11. De scheidsrechter moet de bal beoordelen en beslissen aan wie de bal toebehoort wanneer die in het spel is, op het speelveld. Hij moet ook de tijd bijhouden. Hij beslist wanneer een doelpunt gemaakt wordt en houdt de score bij, samen met de andere taken, zoals die gewoonlijk door een scheidsrechter vervuld worden.
12. De tijd bestaat uit twee helften van vijftien minuten, met vijf minuten rust daartussen.
13. De partij die in die tijd de meeste doelpunten maakt wordt tot winnaar uitgeroepen. In geval van een gelijk spel kan de wedstrijd, wanneer beide aanvoerders daarmee instemmen, voortgezet worden tot een doelpunt wordt gemaakt.

- CiNii: DA0160473X
- Gemeinsame Normdatei: 121214273
- International Standard Name Identifier: 0000 0000 9925 4019
- Library of Congress Control Number: n91122143
- Bibliotheek van het Japanse parlement: 00450974
- SNAC: w6zt3kng
- Virtual International Authority File: 50873407
- WorldCat: E39PBJvMBVBpVJvYGGmfRbBVmd